# Сагису, Сиро
Сиро Сагису (яп. 鷺巣 詩郎 Сагису Сиро:, 29 августа 1957) — известный японский композитор, аранжировщик, дирижёр и музыкальный продюсер. Он наиболее известен благодаря продюсерской деятельности с Misia, Сатоси Томиэ и Кэном Хираи, а также как автор музыки ко многим фильмам и аниме. Работал в сотрудничестве с Gainax и Studio Khara. В 2010 году за музыкальное оформление «Евангелион 2.22: Ты (не) пройдёшь» был награждён премией «Tokyo Anime Awards». В 2019 году занял 10 место в рейтинге самых лучших композиторов аниме эры Хэйсэй.

## Биография
Сагису начинал клавишником в джаз-фьюжн группе «T-Square», приняв участие в записи альбомов «Lucky Summer Lady», «Midnight Lover» (1978) и «Make Me a Star» (1979). Затем устроился аранжировщиком, в середине 1980-х годов сосредоточился на собственной карьере и написании саундтреков. Больше всего он запомнился как композитор популярных аниме, особенно «Евангелион» и «Блич». Работал с несколькими исполнителями, включая Juju, Misia и Кэна Хираи.
Для записи часто приглашает Лондонский студийный и Варшавский филармонический оркестры.
В 2010-х годах его стиль характеризуются искажёнными гитарами, синтезаторами и электронными ударными, создающими индустриальную и хэви-металлическую атмосферу («Атака титанов», «Берсерк» 2016—2017, SSSS.Gridman). Однако Сагису указывает, что термин «метал» в этих случаях не относится к жанру тяжёлой музыки, а предназначен для описания резкости визуальных эффектов, которые он видел, когда смотрел фильм или сериал на этапе предпроизводства.
По его словам, быть фрилансером, без привязки к какому-либо лейблу или корпорации, ему часто выгодно, особенно при написании саундтреков. «Режиссёры сказали мне, что композитор фильма пользуется очень большим кредитом доверия и это несправедливо. Они отмечают, что музыку можно слушать как самостоятельный продукт, а фильм — нет. Всегда будет дополнительный барьер, если мы говорим об управляющем органе. Есть риск, что это станет испорченным телефоном. Даже если я захочу представить демозапись, потребуется время, чтобы получить самый простой отзыв. Если для фильма требуется 50 треков, я обычно делаю в три раза больше, примерно 150. Когда вы опаздываете на встречу, „Полёт шмеля“ может рефлексивно играть в вашей голове. Такое означает, что это лучшая музыка на данный момент», — сказал Сагису в интервью «The Japan Times» в токийском районе Гиндза в 2015 году.

## Дискография
- EYES (1979)
- Pole Position 2 (1980)
- Fight! Super Robot Life Forms Transformers (1985)
- Final Fantasy VI Grand Finale (аранжировка с оркестром, 1994)
- Shiro’s Songbook (1999)
- Shiro’s Songbook «remixes and more» (2000)
- Shiro’s Songbook 2 (2000)
- Shiro’s Songbook 2.5 Tribute to Cool! (2001)
- 5.1 Gospel Songbook (2001)
- Shiro’s Songbook Selection London Freedom Choir (2003)
- Shiro’s Songbook Ver 7.0 (2005)
- Shiro's Songbook Xpressions (2013)
- Shiro's Songbook The Hidden Wonder Of Music (2017)
- Shiro's Ani-Songbook (2018)
- Shiro's Songbook 11 (2022)
- Shiro's Songbook Bleach Bankai! (2022)[4][5]

### Исполнители
- May’n — If You... (2011), HEAT (2012), Yamaidare darlin (2015)[6], Yell!! (2019)[7][8]
- Mili — Miracle Milk (2016)[9]
- Misia — Orphans no Namida (2015), Life Is Going On and On (2018)[10]
- Иори Номидзу — Shikkoku wo Nuritsubuse (2014)
- Ёко Такахаси — Welcome to the stage! (2017), What if? (2021)
- Канамэ Кавабата — breakthrough/Let's Say I Do (2013)
- Мэгуми Хаясибара — Treat or Goblins (2002), center color (2004), Shuuketsu no Sadame (2010), Fifty~Fifty (2018)[11]
- Янаги Наги — Meimoku no Kanata (2016), natte (2018), Best Album -MUSEUM- (2019)[12]
- Мика Накасима — Wish (2022)[13]
- Junna — Dear (2023)[14][15]

## Фильмография
- Attacker You! (1984—1985)
- Genmu Senki Leda (1985)[16]
- Megazone 23 (1985, 1987)
- Ai City (1986)
- Kimagure Orange Road (1987—1988)
- Nadia: The Secret of Blue Water (1990—1991)
- «Макросс II» (1992)
- Ushio to Tora (1992—1993)
- «Евангелион» (1995—1996)
  - Evangelion: Death and Rebirth (1997)
  - «Конец Евангелиона» (1997)
- Garzey's Wing (1996—1997)
- «Он и она и их обстоятельства» (1998—1999)
- Musa (2001)
- «Абэнобаси: волшебный торговый квартал» (2002)
- Love Quotient (2002)
- Casshern (2004)
- «Блич» (2004—2012)
- The Restless (2006)
- Rebuild of Evangelion (2007—2012, 2021)
- The Skull Man (2007)
- «Берсерк. Золотой век» (2012—2013)
- Magi: The Labyrinth of Magic (2012—2013)
- Magi: The Kingdom of Magic (2013—2014)
- Black Bullet (2014)
- Japan Animator Expo (2014—2015)
- «Атака титанов» (2015)
- «Годзилла: Возрождение» (2016)
- Berserk (2016—2017)
- SSSS.Gridman (2018)[17]
- «Так сложно любить отаку» (2020)[18]
- SSSS.Dynazenon (2021)[19]
- NieR: Become as Gods (2021) — совместно с Кэйити Окабэ, Кэйго Хоаси, Куниюки Такахаси и Майклом Вызговски
- «Новый Ультрамен» (2022)
- «Блич: Тысячелетняя кровавая война» (2022)
- Berserk: The Golden Age Arc — Memorial Edition (2022)
- Gridman Universe (2023)[20]
- Una Sterminata Domenica (2023)[21]